# Fédération tunisienne d'escrime
La Fédération tunisienne d'escrime (FTE) est une association sportive chargée d'organiser, de développer et de gérer l'escrime en Tunisie. La fédération a été fondée le 1er juin 1958, puis reconnue d'utilité publique par le gouvernement le 20 octobre 1960.

## Premier comité directeur
Le comité directeur constitué le 30 octobre 1958 est composé de : 
- Habib Soussi : président ;
- Mongi Kéfi : vice-président ;
- Abdelaziz Bedoui : vice-président ;
- Max Scemama : vice-président ;
- Armand Belvisi : secrétaire général ;
- Louis Camilleri : secrétaire général adjoint ;
- Armand Gotta : secrétaire général adjoint ;
- Robert Sallenare : trésorier général ;
- Dominique Franco : trésorier adjoint ;
- Albert Barouch, Robin[Qui ?], Paul Zerah, Sebag[Qui ?], André Messica, Alfred Boujenah : assesseurs.

## Organisation
Sa direction est assurée par un bureau fédéral de treize membres. La dernière assemblée générale a lieu le 21 janvier 2012. Noureddine Robbana succède à la présidence à Moncef Ben Jilani, élu en 2009 en remplacement de Lotfi Ammar, lui-même ayant remplacé Abdel Aziz Zouari en 2005.

## Rôles
La Fédération tunisienne d'escrime est chargée de l'organisation et du développement de l'escrime en Tunisie ainsi que de l'encadrement et de la formation des escrimeurs actifs en Tunisie.
Elle sert de liaison avec les autorités sportives tunisiennes et internationales.
La fédération organise chaque année les championnats de Tunisie d'escrime.